# Vũng Tàu – Côn Đảo
Đặc khu Vũng Tàu – Côn Đảo là một đơn vị hành chính tương đương cấp tỉnh và thành phố trực thuộc trung ương ngày nay nằm ở miền Đông Nam Bộ. Đặc khu được thành lập năm 1979 nhằm phục vụ phát triển ngành công nghiệp khai thác dầu khí mới thành lập của Việt Nam. Năm 1991, đặc khu được giải thể để thành lập tỉnh Bà Rịa – Vũng Tàu ngày nay.

## Địa lý
Đặc khu có tổng diện tích tự nhiên 249 km², bao gồm hai phần riêng biệt:

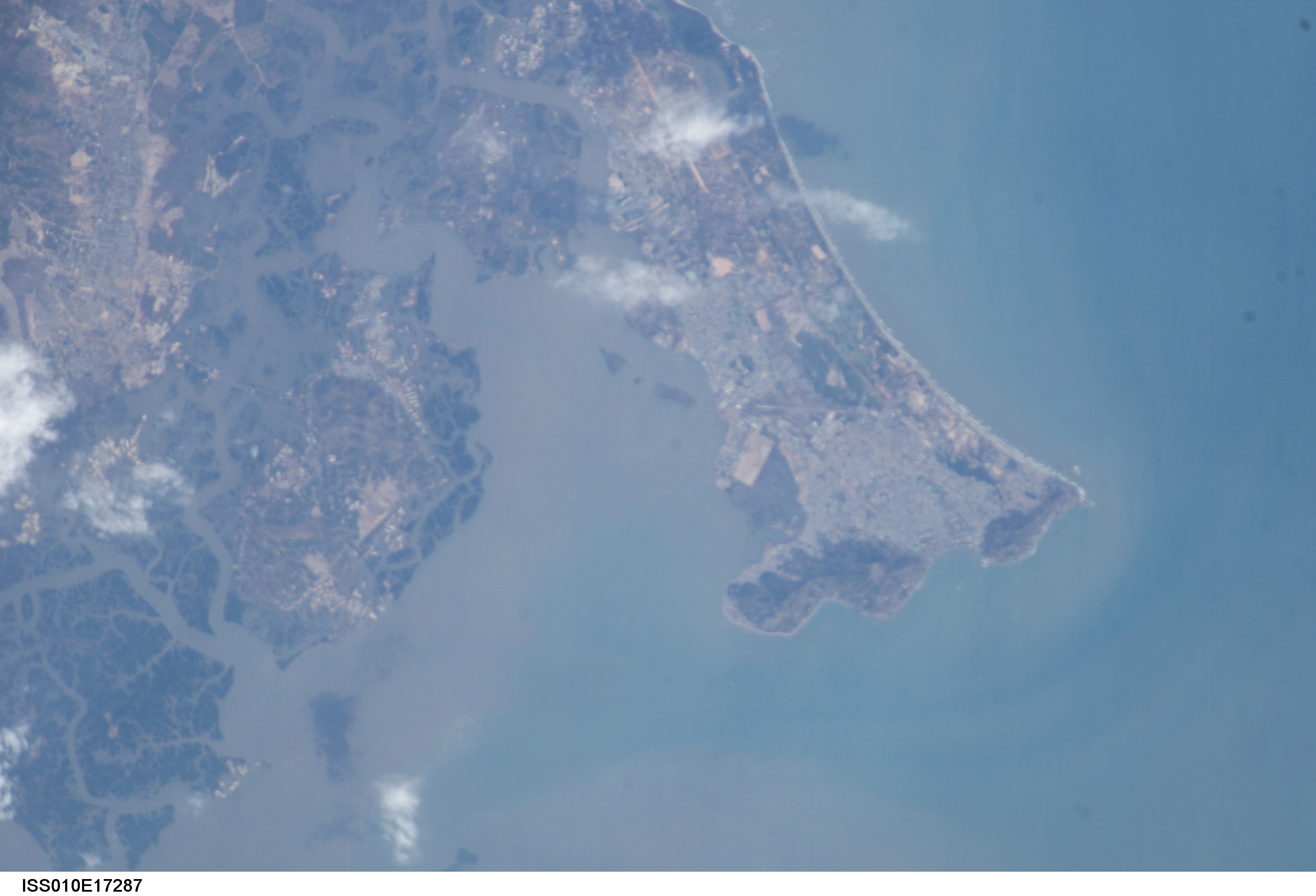
Ảnh vệ tinh bán đảo Vũng Tàu

- Ảnh vệ tinh bán đảo Vũng TàuPhần đất liền gồm bán đảo Vũng Tàu, đảo Long Sơn và nhiều cù lao ven bờ, phía bắc giáp tỉnh Đồng Nai, phía tây, đông và nam giáp Biển Đông. Bán đảo trải dài theo hướng Đông Bắc - Tây Nam, với diện tích 82,86 km2, độ cao trung bình 3-4m so với mặt biển. Trên bán đảo có hai dãy núi gồm Tương Kỳ và Tao Phùng. Đỉnh cao nhất là Núi Lớn, với cao độ 254m. Bao quanh các dải phía Đông, Nam và Tây Nam bán đảo là các bãi biển trải dài (Thùy Vân) và hình trăng khuyết (Bãi Dứa, Bãi Trước). Ngoài ra còn có đảo Long Sơn và nhiều cù lao ven bờ.Bản đồ Côn Đảo năm 1972

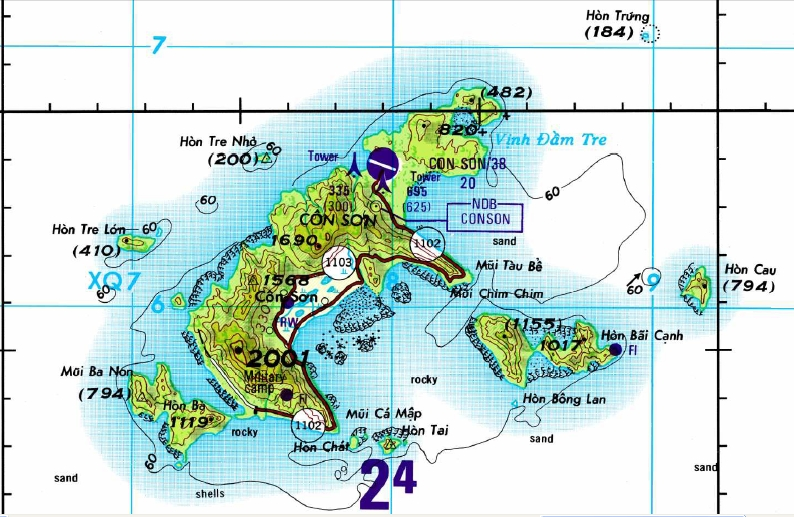
Bản đồ Côn Đảo năm 1972

- Phần hải đảo gồm quần đảo Côn Lôn tọa lạc ở vùng biển Đông Nam Việt Nam, cách đất liền Sóc Trăng 40 hải lý và thành phố Vũng Tàu 97 hải lý. Quần đảo gồm 16 hòn đảo, với 14 hòn quây cụm gần nhau. Đảo lớn nhất là đảo Côn Sơn với diện tích 51,52km2. Điểm cao nhất trên đảo là Núi Thánh Giá cao 577 m.

## Lịch sử

### Trước khi người Việt đến định cư

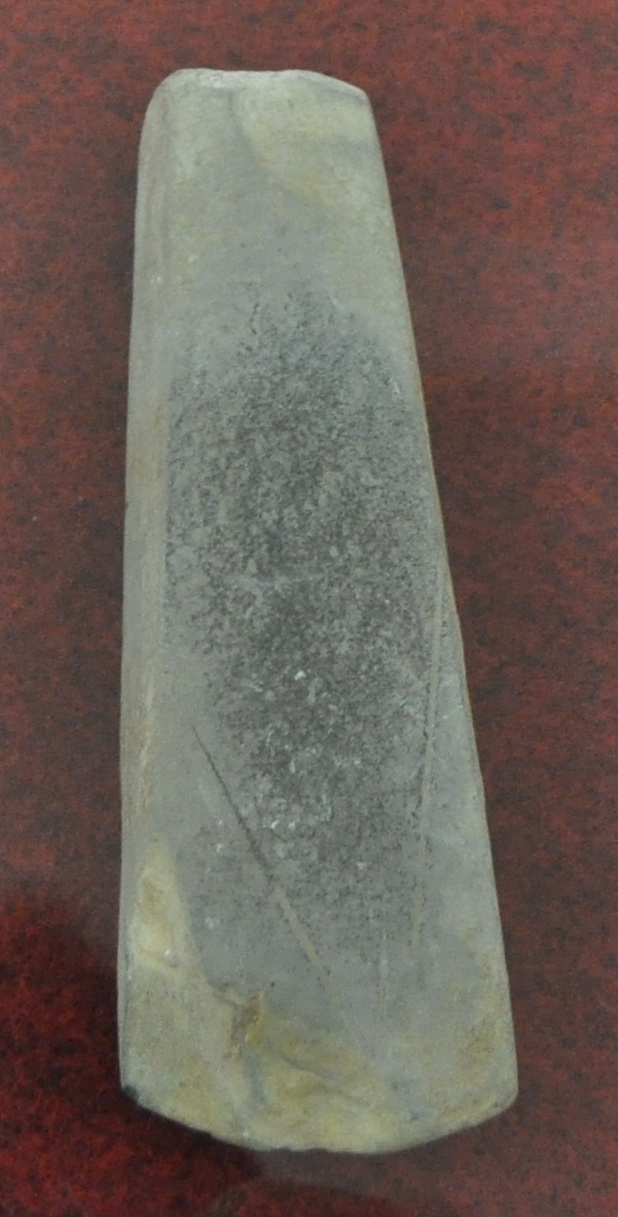
Chiếc rìu đá tìm thấy ở Côn Đảo

Con người đã sinh sống ở Vũng Tàu và Côn Đảo từ cách đây 3.000 năm. Tại các di chỉ khảo cổ học ở cồn An Hải, cồn Hải Đăng, cồn An Hải, Hòn Cau (Côn Đảo), Giồng Lớn (xã Long Sơn, Vũng Tàu), các nhà khảo cổ học đã thu thập nhiều hiện vật bằng đá, xương, kim loại thuộc cùng nhiều hiện vật như công cụ lao động, hòn ghè, chày ghè, bình gốm. Đáng chú ý tại cồn Hải Đăng còn có các tổ hợp mộ vò được chôn liền sát nhau tới 20-30 mộ được chôn cùng đồ tùy táng dân dụng. Niên đại các hiện vật này cách đây 2.400 đến 3.000 năm.

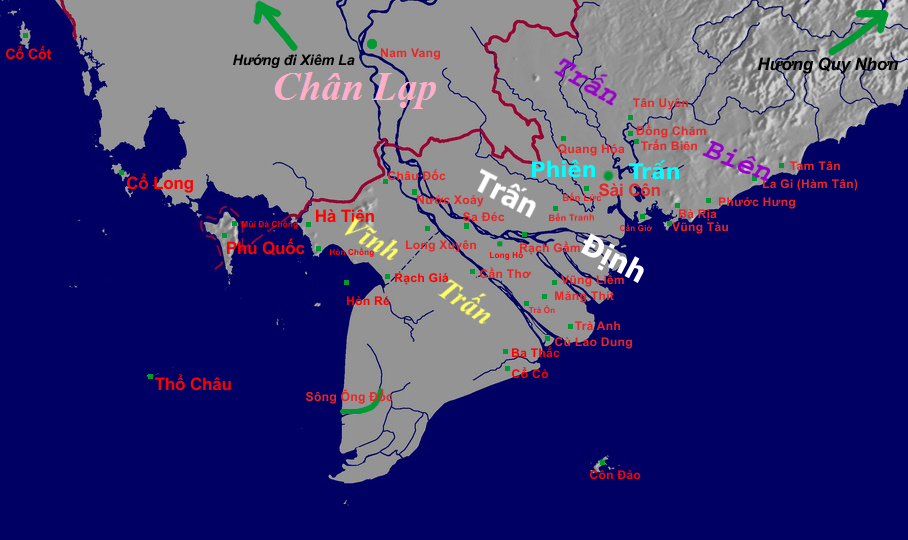
Bản đồ xứ Gia Định thế kỷ 18 với dinh Trấn Biên

Từ thế kỷ thứ 1 đến đầu thế kỷ 7 SCN, khu vực này thuộc Vương quốc cổ Phù Nam, rồi bị sáp nhập vào lãnh thổ Chân Lạp. Trong các thế kỷ 16-17, sự suy vong của triều đình Chân Lạp do tranh quyền đoạt vị và can thiệp ngoại bang đã tạo điều kiện cho các Chúa Nguyễn nâng tầm ảnh hưởng ngày sâu vào chính quyền Chân Lạp. Sau cuộc hôn nhân chính trị giữa vua Chey Chetta II và Công nữ Ngọc Vạn, vua Chân Lạp đã chấp nhận cho người Việt lập đồn thuế ở Sài Gòn và dinh điền ở Mô Xoài (tức Bà Rịa-Vũng Tàu ngày nay). Năm Mậu Dần (1698), Nguyễn Hữu Cảnh đi kinh lý, lập ra phủ Gia Định gồm 2 huyện Tân Bình và Phước Long. Khi đó, khu vực Vũng Tàu ngày nay thuộc tổng Phước An của huyện Phước Long, sau lại thuộc tổng Phước An, huyện phước Long, dinh Trấn Biên.

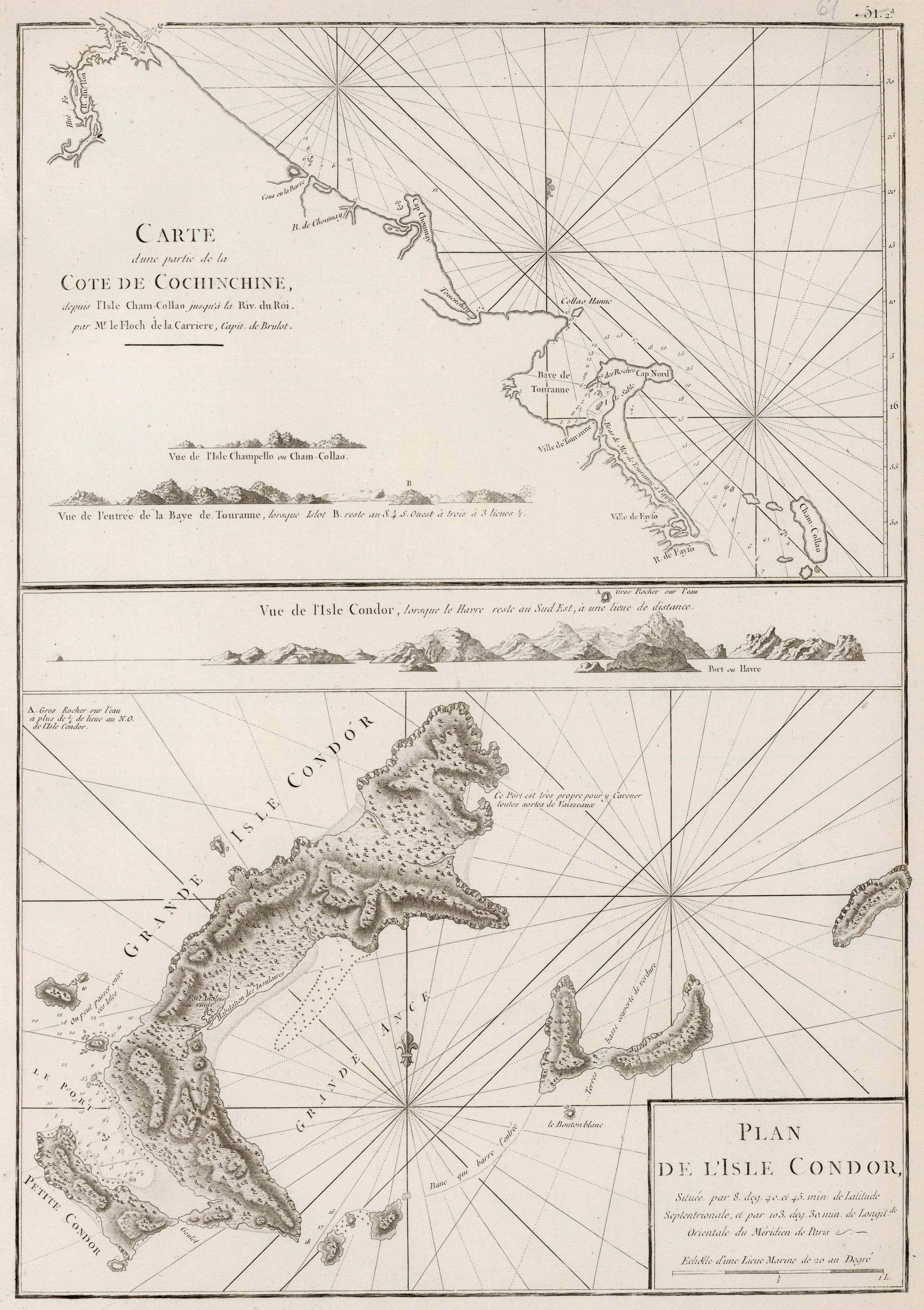
Bản đồ quần đảo Côn Lôn được họa sĩ Le Floch de la Carrière vẽ năm 1775-1776

So với phần đất liền, Côn Đảo có sự hiện diện nhiều hơn trong các ghi chép của học giả phương Tây. Nằm trên con đường hàng hải quan trọng giữa biển Đông nên Côn Đảo sớm được giới thủy thủ phương Tây biết đến, như Gabriel Ferrand, Marco Polo.
Từ thế kỷ 15 đến 18, nhiều tàu thuyền phương Tây ghé qua Côn Đảo bởi nơi đây có nước ngọt, trái cây, rau củ cung ứng cho tàu bè trên đường biển nối liền Âu - Á. Trong khoảng các năm 1703-1705, công ty Đông Ấn thuộc Anh đã chiếm đóng và xây pháo đài trên đảo. Tuy nhiên, sau đó nhóm lính đánh thuê nổi dậy và rời bỏ đảo.

### Thời phong kiến
Từ giữa các thế kỷ 16 trở đi, do chiến tranh và nội loạn liên miên, người Việt từ Đàng Trong đã đến khai khẩn đất đai, làm ruộng rẫy ở khu vực Đông Nam Bộ, trong đó có xứ Mô Xoài và bán đảo Vũng Tàu.

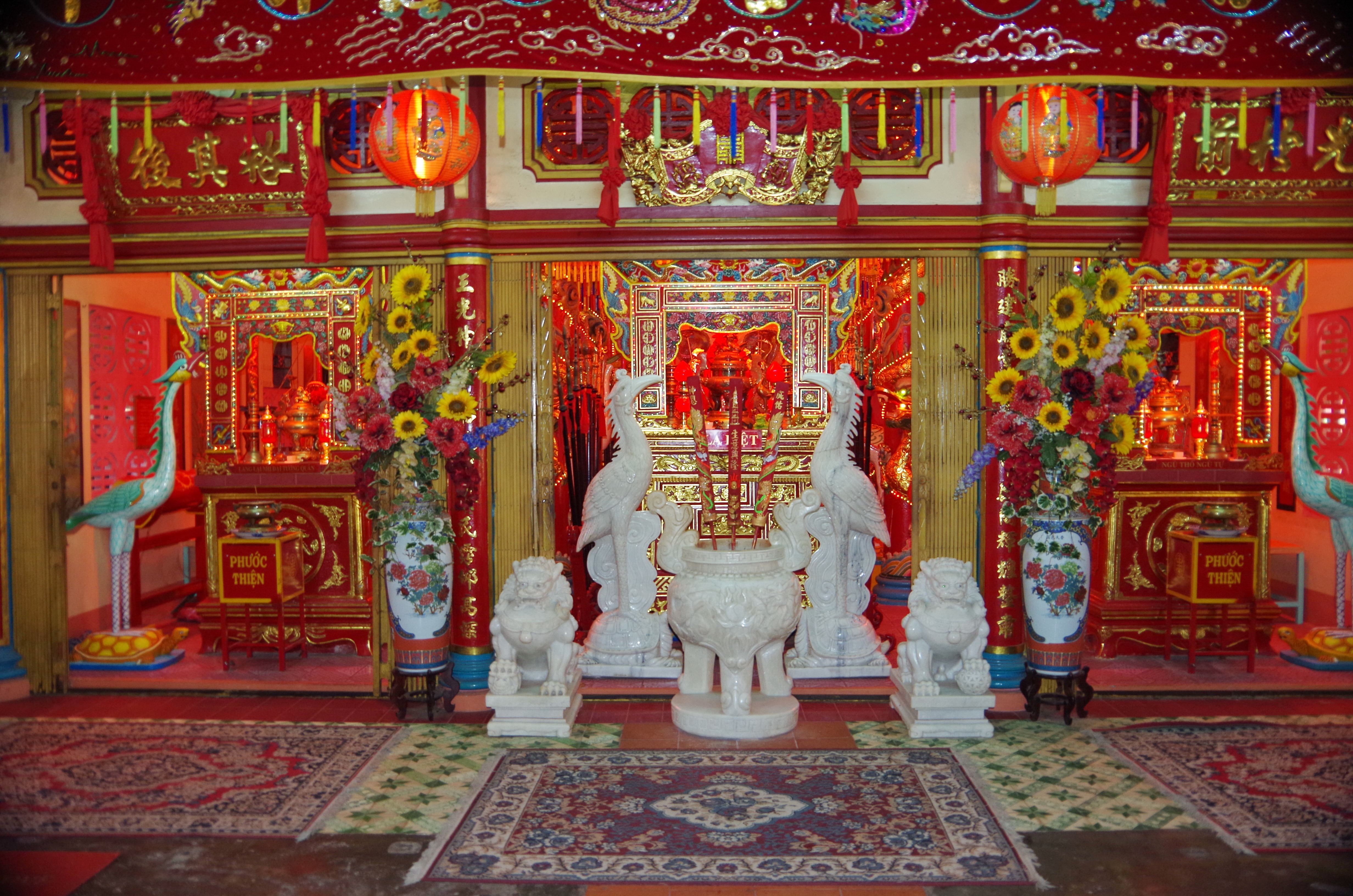
Chánh điện của Đình Thắng Tam

Sau khi khôi phục vương triều lập nên triều Nguyễn với lãnh thổ trải dài từ Bắc vào Nam, vua Gia Long đã đầu tư mạnh vào hải quân. Để diệt trừ nạn cướp biển và tăng cường phòng thủ cửa biển, nhà vua đã cho xây dựng bảo (đồn) Phước Thắng ở Vũng Tàu, và bảo (đồn) và pháo đài Thanh Hải tại đảo Côn Lôn thuộc Gia Định.
Ông cũng cử 3 thuyền (đội binh nhỏ) đến Vũng Tàu trấn giữ và làm nông cày cấy. Khi tình hình giặc cướp không còn nữa, vua Minh Mạng cho giải ngũ số quân này với phần thưởng là vùng đất họ có công trấn giữa. Ba ông đội chỉ huy ba thuyền đã tổ chức khai phá và lập nên 3 làng lấy tên Thắng Nhất, Thắng Nhì và Thắng Tam.
Tại Côn Đảo, sau khi làm xong pháo đài, triều đình cử ra một suất đội và 50 lính thuộc tỉnh Gia Định, cấp thuyền và khí giới thay phiên mỗi năm một lần. Năm 1832, có tin một số đội trưởng, lại dịch phạm tội bị đày ra làm lính ở Côn Lôn. Đến năm 1840, tỉnh Vĩnh Long tiếp quản đảo này, báo cáo trên đảo có 205 dân thường và 210 tù phạm.

### Thời thuộc Pháp
Sau khi xâm lược thành công Lục tỉnh Nam Kỳ khoảng 10 năm, người Pháp đã phát triển Vũng Tàu thành cứ điểm phòng thủ quân sự. Chính quyền thuộc địa đã thiết lập nhiều trận địa pháo, lô cốt và trại lính trên khắp các sườn núi Lớn, núi Nhỏ. Ngày 1 tháng 5 năm 1895, họ thành lập thành phố tự trị Cap Saint Jacques từ địa bàn 3 làng cũ. 

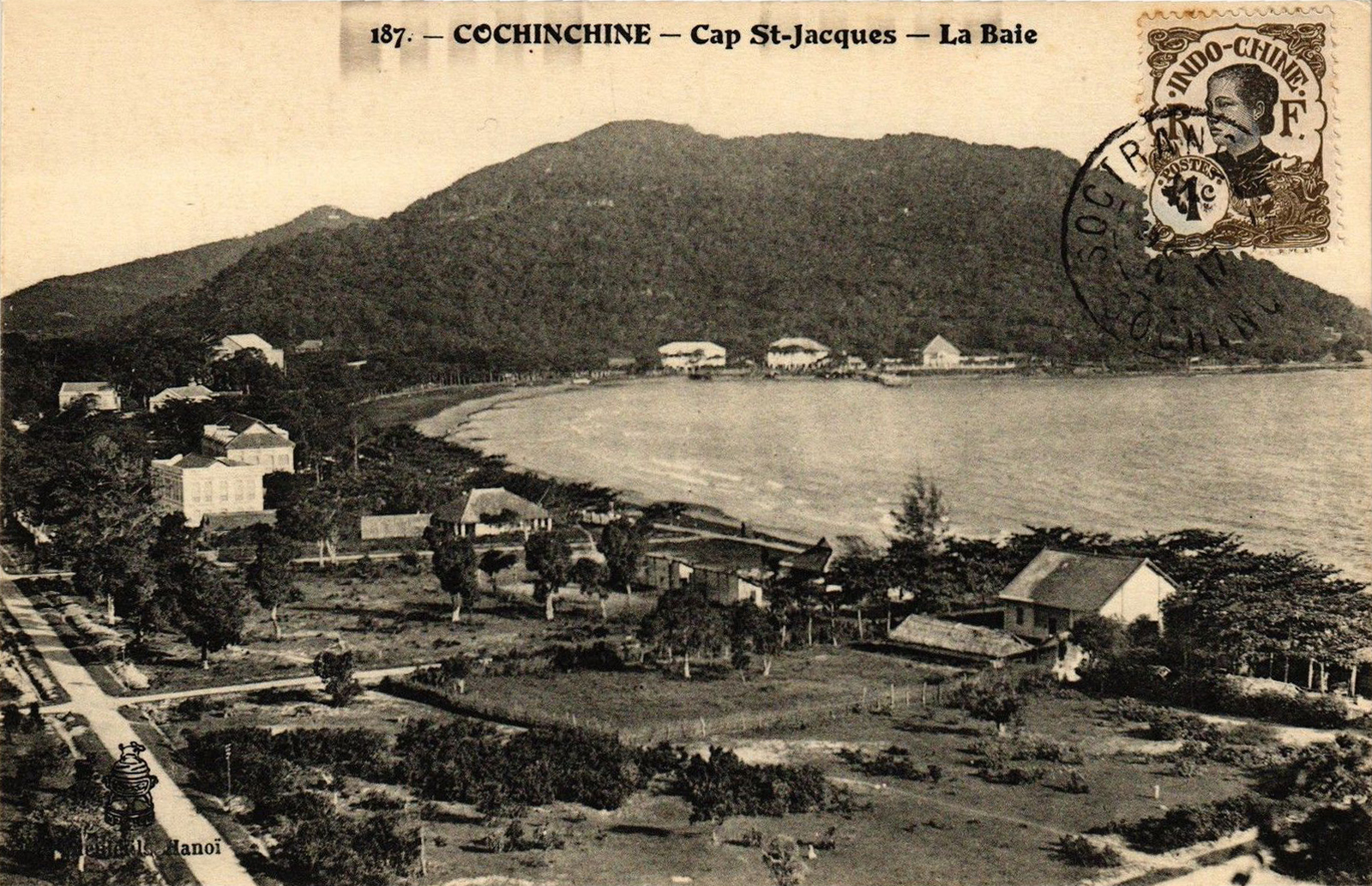
Vịnh Hàng Dừa ở Bãi Trước (Vũng Tàu)

Trước đó, vào tháng 11 năm 1861, họ cũng tiến hành chiếm đóng Côn Lôn, lập Tuyên cáo chủ quyền, treo cờ Pháp để ép triều đình Huế nhượng chủ quyền cho họ. Đáng chú ý, từ năm 1862 đến 1874, đề đốc Bonard đã cho xây dựng cầu tàu cùng hệ thống ngục tù để biến nơi này thành cơ sở đày ải tù phạm đặc biệt nguy hiểm thay cho Guyane ở tận Nam Mỹ.

### Giai đoạn 1954-1975
Sau khi Pháp rút quân, chính quyền Việt Nam Cộng hòa tiếp quản hệ thống nhà tù tiếp tục duy trì hệ thống trừng giới dành cho tù chính trị. Cùng với chính phủ Mỹ, họ phát triển tiếp Trại 7 (trại Phú Bình). Lúc bấy giờ, Côn Đảo là một tỉnh đặc khu do chính quyền trung ương quản lý. Số tù nhân giai đoạn này lên đến 8.000 người.

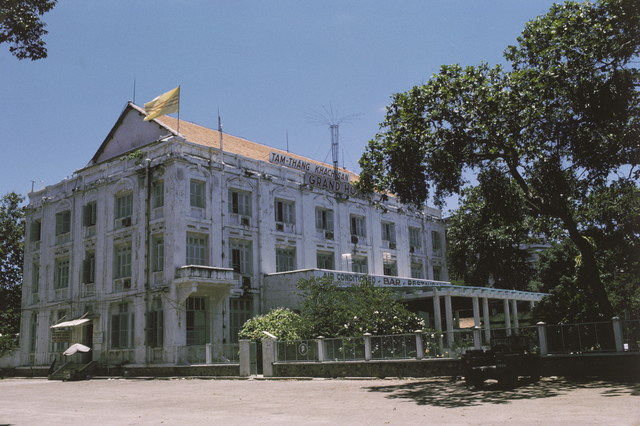
Khách sạn Grand năm 1971

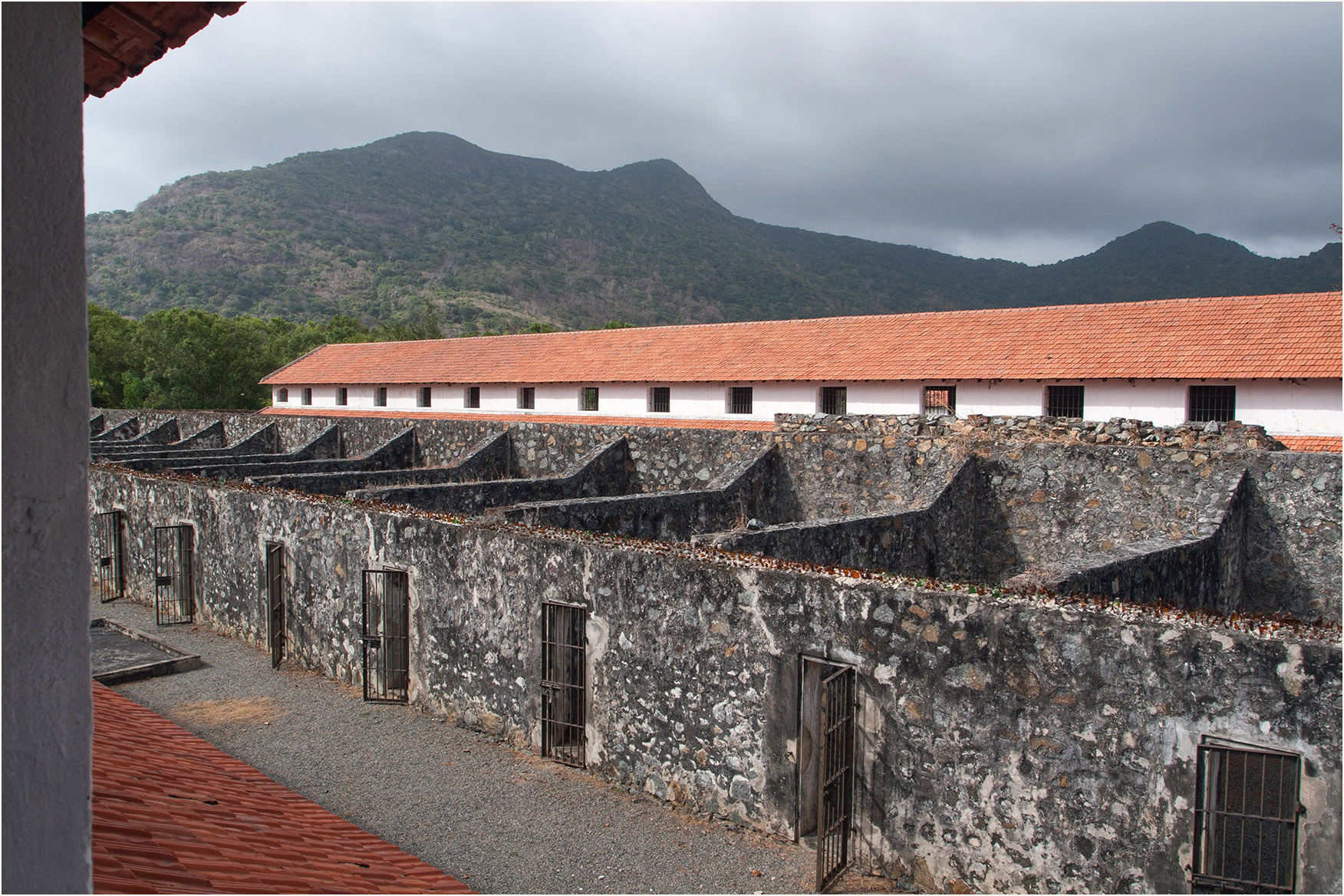
Chuồng cọp trong nhà tù Côn Đảo

Khu vực Vũng Tàu trở thành thị xã đặc khu trực thuộc trung ương, đóng vai trò làm đô thị nghỉ dưỡng và quân sự. Khu vực dọc theo Bãi Trước được chỉnh trang sạch đẹp, với nhiều quán bar, vũ trường, tụ điểm giải trí dành cho binh lính và sĩ quan Mỹ. Với sự tập trung của cơ sở vật chất quân sự của Hoa Kỳ, Úc và các nước đồng minh, quy mô dân số tăng lên nhanh chóng, có lúc lên đến 87.000 người năm 1970.
Sau ngày thống nhất, thị xã Vũng Tàu được sáp nhập với các tỉnh Phước Tuy, Biên Hòa, Long Khánh để thành lập tỉnh Đồng Nai. Trong khi đó, Côn Đảo trở thành một huyện của tỉnh Hậu Giang mới thành lập.

### Thành lập
Những năm hậu chiến, công tác tìm kiếm, thăm dò dầu khí ở thềm lục địa phía Nam Việt Nam tiếp tục được triển khai rầm rộ. Ngày 9 tháng 8 năm 1975, Bộ Chính trị ban hành nghị quyết về việc thăm dò dầu khí. Sau đó, Chính phủ quyết định thành lập Tổng cục Dầu mỏ và Khí đốt. Nhiều công ty tư bản nước ngoài đã được mời đến khai thác, tuy nhiên sản lượng dầu rất ít. Do sức ép cấm vận của Mỹ và tác động của cuộc chiến tranh biên giới, các công ty này lần lượt về nước, khiến lãnh đạo Đảng và Nhà nước Việt Nam chuyển hướng sang hợp tác với Liên Xô. 

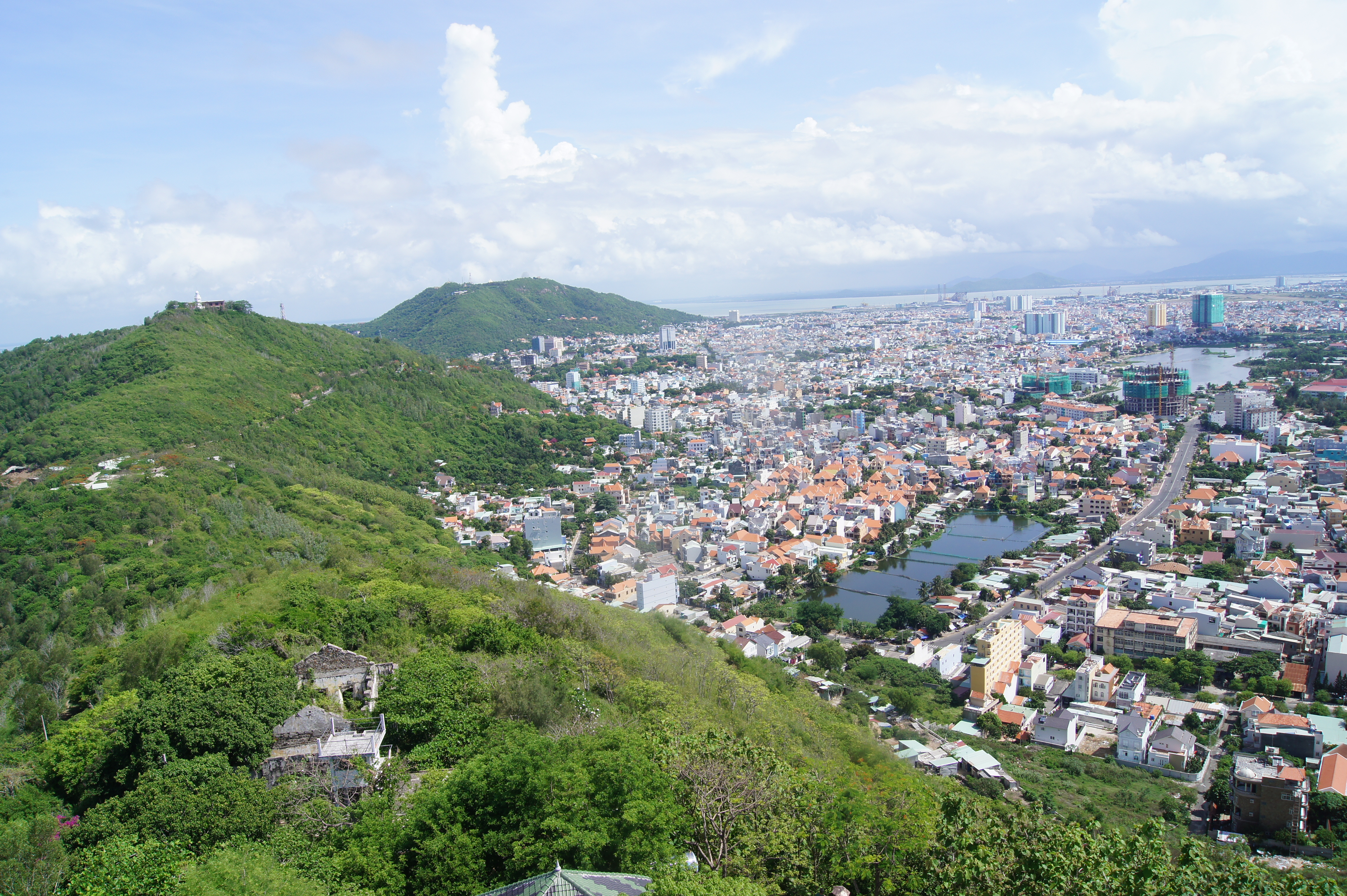
Một góc Vũng Tàu nhìn từ Núi Nhỏ

Việc thành lập đặc khu được cho là bức thiết trong bối cảnh mới thành lập ngành công nghiệp khai thác dầu khí tại Việt Nam. Theo tờ trình của Bộ trưởng Phủ thủ tướng Vũ Tuân trình bày trước Hội đồng chính phủ ngày 28 tháng 5 năm 1979, cần xây dựng một đặc khu để "phục vụ phát triển ngành công nghiệp dầu mỏ và khí đốt". Tờ trình cho hay bộ máy tổ chức và biên chế của đặc khu áp dụng theo luật lệ hiện hành kết hợp với tính chất đặc điểm của một khu công nghiệp và dịch vụ dầu khí.
Ngày 30 tháng 5 năm 1979, Quốc hội Việt Nam ra nghị quyết thành lập Đặc khu Vũng Tàu - Côn Đảo trên cơ sở sáp nhập thị xã Vũng Tàu, xã Long Sơn thuộc huyện Châu Thành, tỉnh Đồng Nai và huyện Côn Đảo thuộc tỉnh Hậu Giang. Khi thành lập, Đặc khu trở thành đơn vị hành chính cấp tỉnh thứ 40 của Việt Nam.
Sau đó Hội đồng Chính phủ đã ra Quyết định số 438-CP ngày 10 tháng 12 năm 1979, qui định nhiệm vụ và tổ chức các cơ quan quản lý hành chính nhà nước của Đặc khu với nhiệm vụ chủ yếu là: Tổ chức phục vụ việc thăm dò và khai thác dầu khí; phát triển công nghiệp hải sản; xây dựng thành nơi du lịch nghĩ mát; đảm bảo an ninh quốc phòng, phát tiển kinh tế - xã hội.
Cũng theo Quyết định trên, hệ thống tổ chức chính quyền được phân theo hai cấp Đặc khu và quận. Thị xã Vũng Tàu cũ được dự tính chia thành hai hoặc ba quận, còn huyện Côn Đảo chuyển thành quận Côn Đảo.

### Ngành dầu khí
Năm 1980 và 1981, chính phủ Việt Nam ký kết với Liên Xô hai hiệp định về hợp tác khai thác dầu khí, và thành lập Xí nghiệp liên doanh Dầu khí Việt – Xô, được xem là bước ngoặt cho sự phát triển ngành công nghiệp dầu khí của Việt Nam.

Biểu trưng Liên doanh Dầu khí Việt – Xô (Vietsovpetro), nay là Liên doanh Dầu khí Việt – Nga

Những năm 1980-81 chứng kiến nhiều thay đổi ngoạn mục về cơ sở hạ tầng, kinh tế-xã hội cho bán đảo Vũng Tàu. Chính phủ Việt Nam đã điều động gần 10.000 cán bộ chuyên môn bậc cao từ nhiều đơn vị xây dựng, cơ khí, điện lực, quân đội... đến Vũng Tàu để bổ trợ nguồn nhân lực ban đầu trong phát triển cơ sở hạ tầng ngành dầu khí. Tiêu biểu là Binh đoàn 318 của Quân đội nhân dân Việt Nam gồm 3.000 người được giao nhiệm vụ xây dựng căn cứ tổng hợp trên bờ của Xí nghiệp Liên doanh Việt Xô, cảng Vũng Tàu và đường tránh 51B. 

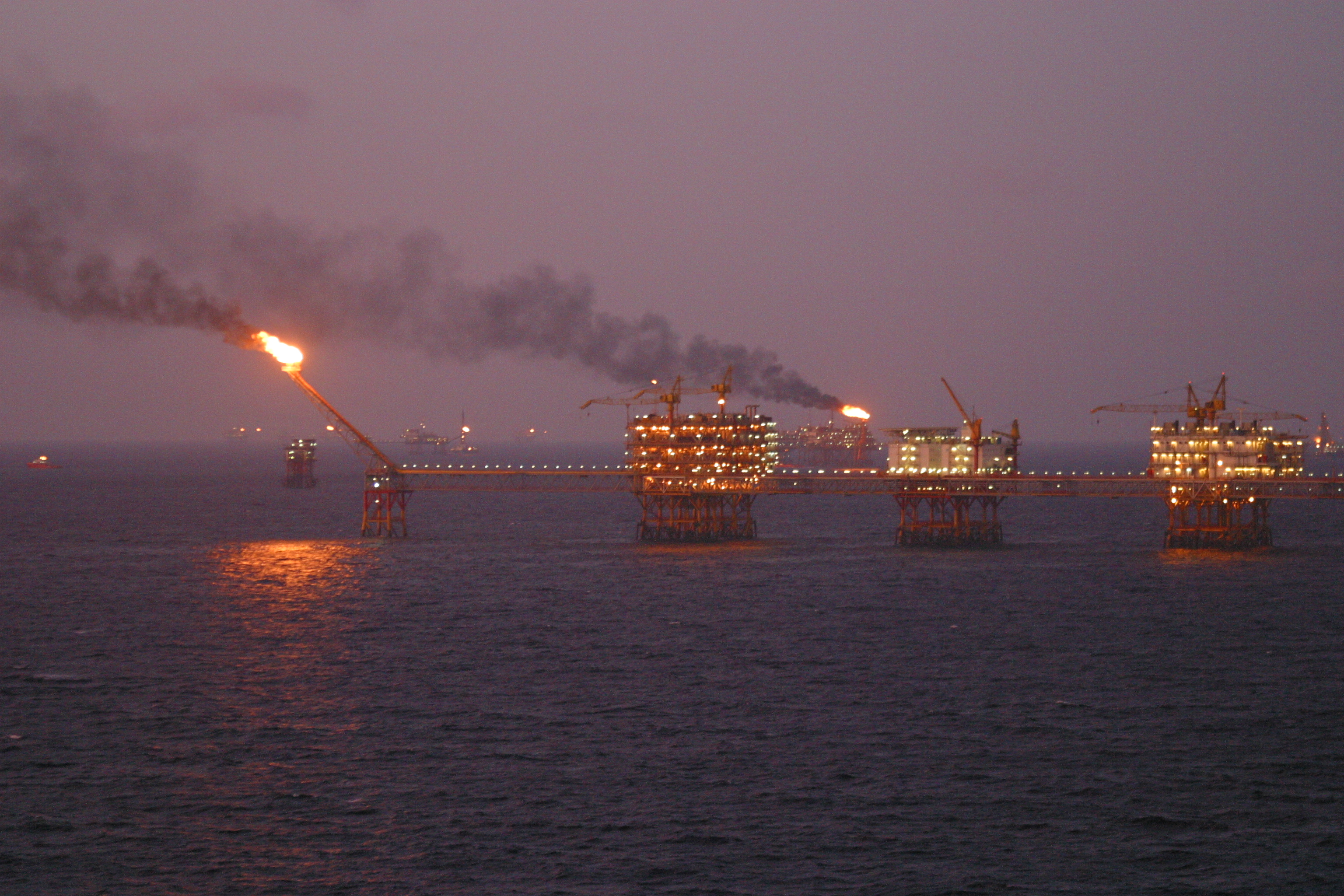
Giàn khoan ngoài khơi Vũng Tàu

Do yêu cầu xây dựng trung tâm du lịch, dịch vụ và dầu khí, Đặc khu cũng thu hút hàng ngàn chuyên gia Liên Xô và các cán bộ dầu khí từ miền bắc vào làm việc. Để đón tiếp các kỹ sư, chuyên gia Nga và Azerbaijan đến làm việc, cư trú, chính phủ đã bố trí cho họ sống trong các căn phòng của Khu dịch vụ Dầu khí Lam Sơn, khu Khách sạn tháng Mười. Năm 1985, Đặc khu khánh thành khu nhà thập thể tập trung gồm 26 dãy nhà trên khu đất 10 ha ở giao lộ Nguyễn Thái Học và Lê Hồng Phong. Vào thời điểm cực thịnh, số người Nga ở Vũng Tàu có tới 2.300 hộ với gần 5.000 nhân khẩu.
Nhiều khu nhà và đất mà quân đội đang quản lý như khu biệt thự Lam Sơn, trường Thiếu sinh quân, khu Chí Linh, khu Thông tin đã được chính phủ thu hồi để chuyển giao cho Liên doanh và các công ty dầu khí để làm trụ sở, văn phòng. Hoạt động dầu khí đã góp phần lan tỏa, tạo điều kiện mạnh mẽ thúc đẩy thay đổi cơ sở hạ tầng và phát triển các ngành kinh tế dịch vụ khác của tỉnh Bà Rịa – Vũng Tàu sau này.
Tháng 3 năm 1981, Đài phát thanh truyền hình Đặc khu ra đời, với chương trình phát thanh trên sóng AM 1350 kHz.

## Tổ chức hành chính

### Giai đoạn 1979 - 1986

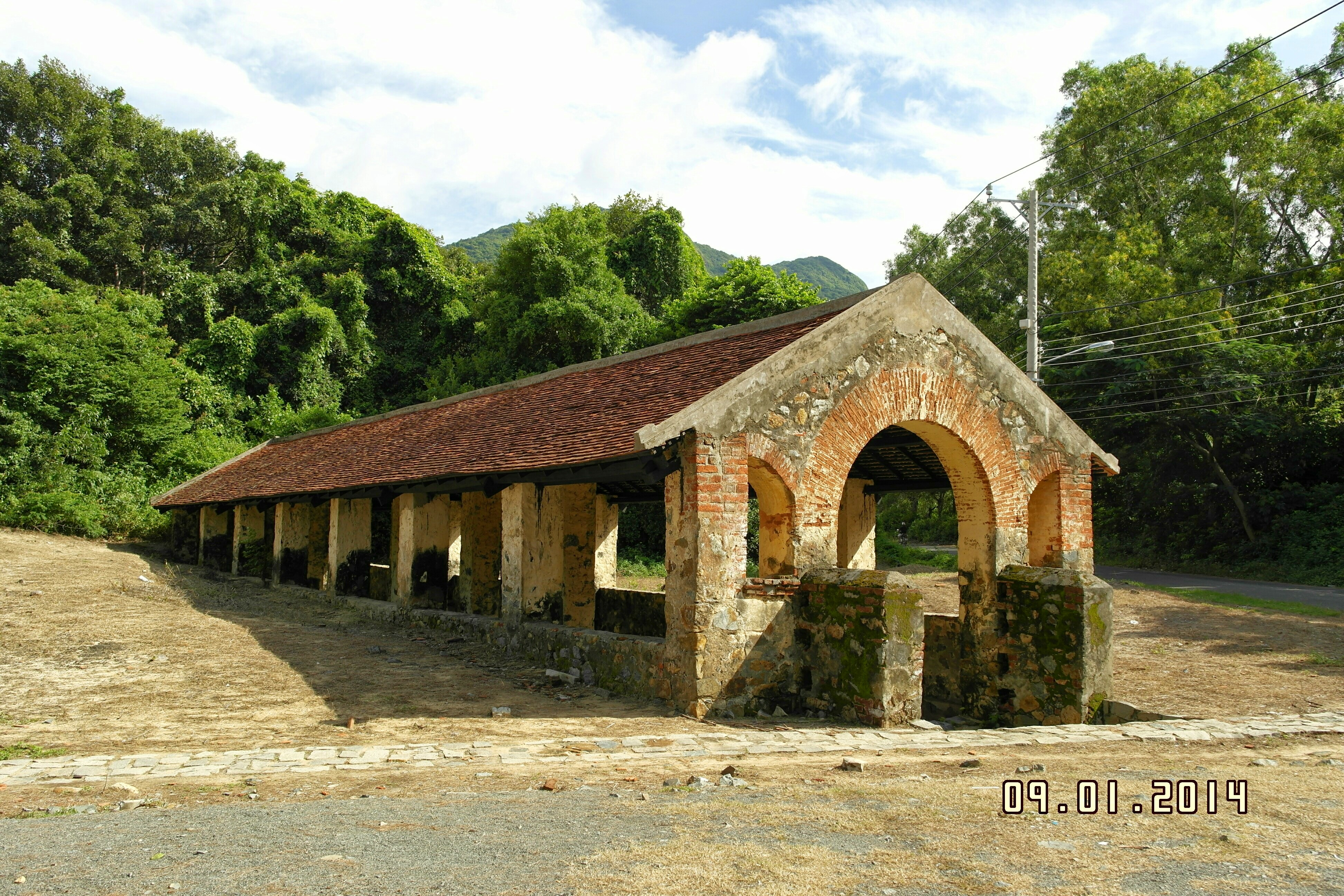

Khi mới thành lập, Đặc khu Vũng Tàu – Côn Đảo chưa có phân chia địa giới hành chính rõ ràng. Ngày 10 tháng 12 năm 1979, Hội đồng Chính phủ ban hành quyết định số 438-CP, theo đó phân chia chính quyền đặc khu thành 2 cấp: cấp đặc khu và cấp quận. Tuy nhiên, ngoại trừ quận Côn Đảo, chưa có một quyết định cụ thể nào xác lập cấp quận trên khu vực thị xã Vũng Tàu cũ và xã Long Sơn nằm ở phần đất liền của đặc khu.
Phần đất thị xã Vũng Tàu cũ được chia thành 5 phường bao gồm: Châu Thành, Thắng Nhất, Thắng Nhì, Thắng Tam, Phước Thắng và xã Long Sơn.
Như vậy tính tứ khi thành lập đến đầu năm 1986, đặc khu có 1 quận, 5 phường và 1 xã.

### Giai đoạn 1986 - 1991
Ngày 14 tháng 5 năm 1986, Hội đồng Bộ trưởng ra quyết định số 58-HĐBT điều chỉnh địa giới hành chính các phường thuộc Đặc khu Vũng Tàu – Côn Đảo. Trong đó:
- Phường Châu Thành và 4 tổ Phường Thắng Tam thành lập: Phường 1 và Phường 4.
- Phường Thắng Nhì, 33 tổ Phường Thắng Nhất và 5 tổ Phường Thắng Tam thành lập: Phường 5, Phường 6, Phường 7 và Phường 9.
- Phường Thắng Tam thành lập: Phường 2, Phường 3 và Phường 8.
- đổi tên Phường Thắng Nhất thành Phường 10.
- đổi tên Phường Phước Thắng thành Phường 11.

Như vậy từ năm 1986 đến khi giải thể, đặc khu Vũng Tàu – Côn Đảo có 13 đơn vị hành chính trực thuộc, bao gồm 1 quận, 11 phường và 1 xã.

## Chính quyền
Đặc khu Vũng Tàu - Côn Đảo là đơn vị hành chính tương đương cấp tỉnh, hoạt động như một thành phố trực thuộc trung ương, bao gồm 2 cấp : Đặc khu và quận.

### Chính quyền
Chính quyền Đặc khu gồm Hội đồng nhân dân và Ủy ban nhân dân.
Hội đồng nhân dân đã trải qua 2 nhiệm kỳ:
- Nhiệm kỳ 1: từ 1981 đến 1987 được bầu lên từ kỳ Bầu cử năm 1981.
- Nhiệm kỳ 2 : từ 1987 đến 1991 được bầu lên từ kỳ Bầu cử năm 1987.
Khi mới thành lập, chính phủ Việt Nam đã chỉ định Ủy ban nhân dân Đặc khu lâm thời do ông Lâm Văn Thê làm chủ tịch.

### Đảng bộ
Đảng bộ Đặc khu Vũng Tàu - Côn Đảo được Ban Bí thư Trung ương Đảng Cộng sản Việt Nam thành lập ngày 21 tháng 6 năm 1979 trên cơ sở hợp nhất Đảng bộ thị xã Vũng Tàu, huyện Côn Đảo và Chi bộ xã Long Sơn. Ban chấp hành Đảng bộ lâm thời gồm 17 ủy viên chính thức và 4 ủy viên dự khuyết. Lê Quang Thành được chỉ định làm Bí thư Đặc khu ủy lâm thời.
Trong 12 năm tồn tại, Đảng bộ Đặc khu đã trải qua 3 nhiệm kỳ.
- Nhiệm kỳ Ban chấp hành lâm thời: tháng 6/1979 đến tháng 2/1983
- Nhiệm kỳ 1: từ 1983 đến 1986
- Nhiệm kỳ 2: từ 1986 đến 1991
| STT | Bí thư                          | Từ      | Đến     | Chú thích |
| --- | ------------------------------- | ------- | ------- | --- |
| 1   | Lê Quang Thành (Đoàn Hồng Đoàn) | 8/1979  | 6/1982  | Bí thư Đặc khu ủy lâm thời |
| 2   | Phạm Văn Hy (Tư Hy)             | 6/1982  | 10/1984 | 1975-1976, ông cũng là Bí thư Thành uỷ, Chủ tịch Ủy ban quân quản Thành phố Vũng Tàu. Sau đó ông chuyển sang công tác ở tỉnh Đồng Nai, rồi được điều động về Đặc khu Vũng Tàu - Côn Đảo năm 1982. Đến tháng 10 năm 1984, ông lại được điều động về làm Bí thư Tỉnh ủy Đồng Nai. |
| 3   | Lê Quang Thành (Đoàn Hồng Đoàn) | 10/1984 | 06/1991 | |

### Chính quyền
| STT | Chủ tịch               | Từ     | đến    | Chú thích                                                                              |
| --- | ---------------------- | ------ | ------ | -------------------------------------------------------------------------------------- |
| 1   | Lâm Văn Thê (Ba Hương) | 7/1979 | 3/1982 | Phó Bí thư Đặc khu ủy. Sau đó ông chuyển qua làm Bí thư Tỉnh ủy Kiên Giang.            |
| 2   | Lê Quang Thành         | 6/1982 | 1985   |                                                                                        |
| 3   | Nguyễn Hoàng Thuyết    | 1985   | 1/1990 | Phó Chủ tịch UBND Đặc khu từ 1980 đến 1985                                             |
| 4   | Nguyễn Minh Ninh       | 1/1990 | 8/1991 | Sau khi đặc khu giải thể, ông trở thành Chủ tịch UBND tỉnh Bà Rịa - Vũng Tàu đầu tiên. |

## Kinh tế

### Du lịch
Được thành lập sau thời kỳ chiến tranh, Đặc khu kế thừa các cơ sở du lịch từ thời Pháp thuộc và Việt Nam Cộng hòa. Sau năm 1975, tỉnh Đồng Nai và Đặc khu đã cải tạo các cơ sở này để phục vụ quần chúng nhân dân và khách nước ngoài. Tuy nhiên, công tác du lịch vẫn còn hạn chế. Một vào công ty của ngành dầu khí được thành lập như OSC chỉ nhằm phục vụ cán bộ dầu khí, phần phục vụ khách du lịch quốc tế và nội địa rất hạn hẹp.
Trong giai đoạn 1979-1985, chính quyền đặc khu đã chủ trương khai thác điều kiện cơ sở vật chất, đưa công tác dịch vụ thăm quan, nghỉ mát vào hoạt động. Tuy nhiên do ảnh hưởng bởi cơ chế bao cấp, và tình hình kinh tế khó khăn, hoạt động du lịch còn nhỏ yếu và kém hiệu quả.  Sau khi chuyển sang cơ chế quản lý mới năm 1986, Đặc khu bắt đầu tăng cường cải tạo, trang bị, nâng cấp cơ sở hạ tầng du lịch, và huy động nguồn vốn sẵn có liên doanh với các đơn vị trong nước và nước ngoài. Mạng lưới du lịch nhân dân được mở rộng, với gần 600 phòng phục vụ theo hình thức phối hợp công-tư, góp phần giải quyết công ăn việc làm. Nhờ đó, lượng du khách đến Vũng Tàu tăng ấn tượng, trung bình 30-40.000 lượt khách/năm. Năm 1990 đã lên tới 70-80.000 lượt.

### Thủy sản
Đặc khu tập phát triển và củng cố ngành đánh bắt và nuôi trồng thủy sản, đưa thủy sản thành ngành kinh tế mũi nhọn.
Sau khi tiếp nhận Xí nghiệp quốc doanh đánh cá Côn Đảo, Đặc khu đã đầu tư thêm vốn cho xí nghiệp này, với số vốn năm 1982 lên cấp 14 lần trong so với năm 1980. Đặc biệt, Xí nghiệp đã thực hiện mô hình khoán sản phẩm theo cơ chế khoán gọn từng tàu, từng chuyển. Những chủ trương sáng tạo đó đã giúp ngành đánh bắt năm 1982 đạt 38.200 tấn, tăng 34% so với năm 1980. Riêng Xí nghiệp đánh cá Côn Đảo đạt 22.500 tấn, tăng 72% so với năm 1980.
Ngoài ra, trong thời kỳ này, đặc khu đã phát triển mạnh các cơ sở hậu cần, mở rộng nuôi trồng thủy sản như nuôi tôm đùng ở Vũng Tàu và Long Sơn, xây dựng cảng cá Cát Lở, hệ thống nước đá, ngư cụ.

## Giáo dục và y tế

### Giáo dục
Trong 12 năm tồn tại, đặc khu đã xây dựng hệ thống giáo dục khá hoàn chỉnh. Đến năm 1990, hệ thống nhà trẻ công lập trên toàn Đặc khu có 8 trường với 40 lớp, mẫu giáo có 14 trường, tiểu học có 10 trường, trung học cơ sở có 5 trường, và cấp 3 có 3 trường. Có 7/13 phường hoàn thành phổ cập tiểu học và xóa mù chữ.

### Y tế
Đặc khu đã tiến hành sửa chữa, nâng cấp bệnh viện Lê Lợi lên 250 giường và xây dựng 2 trung tâm y tế công lập ở Rạch Dừa và phường 7.

## Giải thể
Ngày 12 tháng 8 năm 1991, kỳ họp thứ 9 Quốc hội khóa VIII ra nghị quyết về việc điều chỉnh địa giới hành chính nhiều tỉnh, thành phố trên cả nước. Theo đó, Chính phủ quyết định thành lập tỉnh Bà Rịa – Vũng Tàu từ Đặc khu Vũng Tàu – Côn Đảo và 3 huyện Long Đất, Châu Thành và Xuyên Mộc thuộc tỉnh Đồng Nai.
Đồng thời, thành lập thành phố Vũng Tàu trên cơ sở 11 phường: 1, 2, 3, 4, 5, 6, 7, 8, 9, 10, 11 và xã Long Sơn của đặc khu cũ; thành lập huyện Côn Đảo trên cơ sở quận Côn Đảo của đặc khu cũ.
Tỉnh Bà Rịa – Vũng Tàu có diện tích 2.047,45 km², dân số 587.499 người. Tỉnh lỵ đặt tại thành phố Vũng Tàu, đến năm 2012 chuyển về thị xã Bà Rịa (nay là thành phố Bà Rịa).

## Đánh giá
Từ trước đến nay không có nhiều đánh giá về đặc khu Vũng Tàu - Côn Đảo, song việc giải tán đặc khu này xem là thừa nhận đặc khu đã thất bại. vì không đem lại nhiều khác biệt. Sự tiến triển của ngành dầu khí Việt Nam trong giai đoạn hình thành đặc khu rất đáng kể, nhưng là nhờ vào tiềm năng tự nhiên và hỗ trợ quốc tế chứ không hẳn là nhờ có đặc khu.
Trả lời phóng viên Báo Giao Thông về thời kỳ tồn tại Đặc khu Vũng Tàu - Côn Đảo, ông Trần Văn Khánh, nguyên Phó Bí thư Đặc khu và sau này là Bí thư Tỉnh ủy Bà Rịa-Vũng Tàu, cho biết Đặc khu thiếu cơ chế chính sách phù hợp. Để thành lập Đặc khu cần có cơ chế riêng để phát huy thế mạnh, như một tổng công ty toàn quyền tập trung phát triển.. song Đặc khu thời đó chưa làm được điều này.